# Aveyronnais
Les Aveyronnais, également appelés Rouergats, sont les habitants de l'Aveyron, un département dont le territoire représente presque exactement l'ancienne province du Rouergue. Dans le nord de l'Aveyron, certaines personnes se définissent en tant qu'Auvergnats. La population aveyronnaise représente une part du peuple français.

## Ethnonymie
Le gentilé Aveyronnais est issu d'Aveyron, suivi du suffixe -ais.
Quant à Rouergats, il est issu de Rouergue, suivi du suffixe -at, auquel s'ajoute un [s] pour le pluriel. Les variantes Rouergois, Rouergais et  Rouerguois existent également.

## Anthropologie et ethnologie
Les Rutènes habitaient jadis le département aveyronnais.
Dans la première moitié du XIXe siècle, suivant Abel Hugo, les habitants de l'Aveyron ont une constitution vigoureuse, la taille un peu courte, la stature carrée et massive, les membres nerveux, le regard calme, l'air réfléchi et la physionomie sévère. Ils sont sérieux, mais rarement mélancoliques ; leur extérieur est froid et réservé avec les étrangers. Leur abord est difficile, leur manière de s'exprimer brusque et sans ménagement, mais au fond ils ont de la franchise dans les affections et de la chaleur dans l'âme ; ils sont charitables envers les pauvres et pratiquent convenablement les devoirs de l'hospitalité. Sincèrement attachés à leur région, ils montrent un grand respect pour les usages qui y sont consacrés et s'opposent avec opiniâtreté à toutes les innovations de cette époque. La pauvreté de leur territoire leur inspire le goût d'une économie qui finit quelquefois en avarice et les oblige à vivre beaucoup dans l'intérieur de leur famille. Ces habitudes casanières leur ôtent toute sociabilité, ils paraissent gênés et contraints en présence de ceux qui ne sont pas de leur connaissance intime. Ils redoutent des réunions où les qualités de leur esprit et la rectitude de leur jugement leur feraient occuper un rang distingué.
Il a été remarqué que les Aveyronnais, qui à toutes les époques ont fait preuve de courage et d'aptitude pour le métier des armes, réussissent également bien dans les sciences exactes et dans les études sérieuses ; ils aiment les arts et les lettres et savent en apprécier les avantages. Les habitants des rives du Lot et de la partie septentrionale du Rouergue, qui passent pour les plus sociables du département au XIXe siècle et qui, d'après M. Monteil, sont bons, francs et même pacifiques, ne se montrent comme tels que lorsque le vin est cher ; car, s'il faut en croire cet auteur, dès que la récolte est abondante, ces individus donnent beaucoup de peine à la police. Les querelles deviennent fréquentes et d'autant plus dangereuses parmi les habitants des campagnes, sachant que la plupart d'entre eux portent un petit poignard appelé dans la région Capuchadou, un couteau à lame fine et à manche très court dont on se sert habituellement pour couper le bois ou le pain.

### Femmes
Les Aveyronnaises, dit M. Monteil, ont de la taille et de la fraîcheur ; leurs traits annoncent plutôt la force que la délicatesse. Leur éducation du XIXe siècle n'admet ni minauderies ni l'étude de ces grâces légères qui ailleurs sont considérées comme si essentielles. L'utile : on ne leur demande pas, on ne leur apprend que cela. Lire, écrire, compter, coudre et bien gouverner le ménage, voilà tout ce qu'il faut qu'elles sachent. Si dans les maisons aisées on leur permet quelques arts agréables, ce n'est guère qu'à la veille de les établir ; quand on voit entrer le maître de danse et de musique, l'époux n'est pas loin. Les Aveyronnaises ne sont mariées que fort tard au XIXe siècle ; devenues femmes, uniquement attentives à leur ménage, elles ne cherchent d'autre plaisir que celui de le faire prospérer ; un grand nombre d'enfants, par lequel elles comptent presque toujours les premières années de leur mariage, absorbe tous leurs moments ; de là ce goût casanier qu'elles prennent et qu'elles font prendre à leurs maris. Dans la société comme à l'église, les femmes du département sont toujours entièrement séparées des hommes au XIXe siècle.
La condition des femmes, dans une grande partie du département, et surtout parmi les habitants des campagnes, est pénible et malheureuse vers 1835 ; leurs parents les traitent souvent avec une sorte de « barbarie » et les forcent, dès le plus jeune âge, à se consacrer sans mesure aux rudes travaux de la culture. Le hâle, la sueur et la fatigue continue, altèrent leurs traits et leurs formes. Avant dix-huit ans, des filles qui ailleurs auraient été gracieuses et jolies, ont la peau tannée, les mains calleuses et la taille voûtée. Le mariage, au lieu d'être pour elles une époque de bonheur et de liberté, est souvent celle d'une servitude plus dure. À Villefranche-de-Rouergue au XIXe siècle, où les habitudes sont plus douces, les préjugés plus sociables et les mœurs plus polies qu'à Rodez, les femmes se distinguent par une tournure élégante et beaucoup de grâces dans les manières et dans le maintien. Aussi, lors de soirées d'été, les jeunes filles de Villefranche se rassemblent devant leurs maisons pour y chanter ensemble.

## Langue
Le parler traditionnel des Aveyronnais est une variété de l’occitan,.

## Costumes

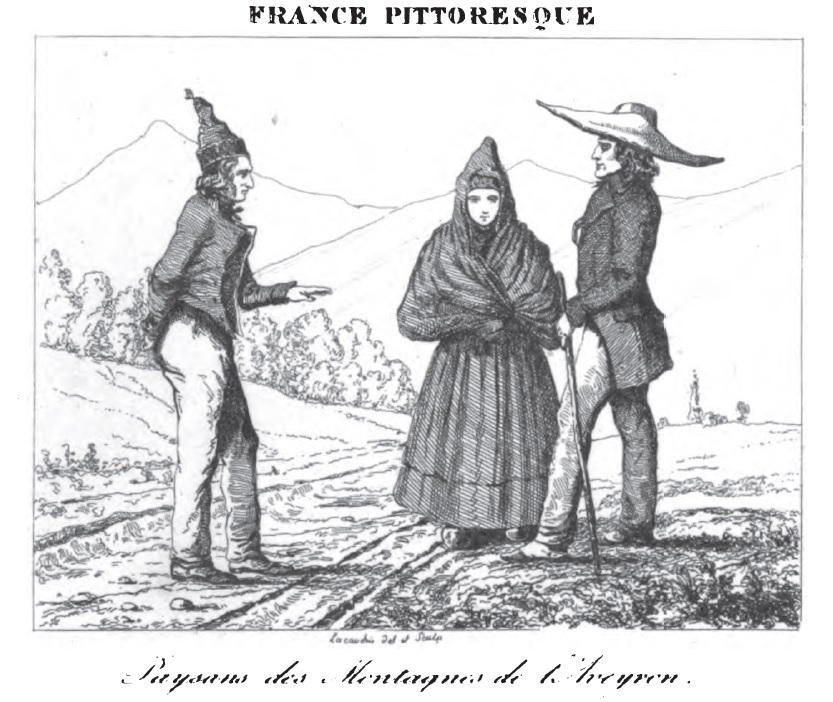
Paysans des montagnes de l'Aveyron, dessin de 1835.

En 1835, le costume des habitants du département de l'Aveyron varie selon les localités. Dans la montagne, les paysans portent de grands bonnets servant à leur tenir la tête chaude, ou de vastes chapeaux destinés à les abriter du soleil et de la pluie. Les femmes se couvrent avec un grand mantelet à l'espagnole qui forme un capuchon. On distingue les femmes de Villefranche par un chapeau plat posé d'une manière différente suivant l'âge : les jeunes filles le portent incliné sur l'oreille gauche, les femmes parvenues à l'âge mûr horizontalement et les vieilles abaissé sur le front. Ce chapeau, toujours noir, est attaché sous le menton avec des rubans de même couleur. Dans les campagnes, le rouge est à cette époque la couleur que les hommes préfèrent généralement à toutes les autres ; des bas, des jarretières, une culotte, un gilet et un habit rouge composent à leurs yeux le vêtement le plus beau et le plus élégant.

## Migrations et diaspora
Lors du Siècle d'or espagnol aux XVIe et XVIIe siècles, des dizaines de milliers d'Auvergnats et Rouergats (notamment du Nord-Ouest du département), s'établissent en Espagne profitant des salaires plus élevés et de la pénurie d'artisans et commerçants. Ils y sont alors chaudronniers, commerçants ambulants ou porteurs d'eau. Ces migrations, souvent saisonnières ou par roulement de quelques années, se poursuivent jusqu'à la fin du XVIIIe siècle, bien que de manière plus réduite. On retrouve ainsi dans les archives de nombreux testaments et autres mentions de ces voyages.
Entre 1872 et 1968, la population aveyronnaise a diminué de 120 000 habitants et les soldes migratoires bruts atteignent 155 000 individus. En 1993, il y a environ 320 000 Aveyronnais en Île-de-France, de par le fait ils sont alors plus nombreux en région parisienne que dans l'Aveyron.
À la fin du XIXe siècle et au début du XXe siècle, ils ont aussi migré en Argentine, notamment à Pigüé où une colonie aveyronnaise est fondée. On constate aussi une forte vague d'émigration vers San Francisco depuis le bassin houiller de Decazeville. Ils fondèrent là-bas, une société de secours mutuels, La Gauloise.